# Macropygia emiliana
La tórtola cuco indonesia o tórtola cuco de Indonesia (Macropygia emiliana) es una especie de ave columbiforme de la familia Columbidae propia de las islas de la Sonda.

## Distribución
La tórtola cuco indonesia se extiende por Sumatra, Java, Borneo y las islas menores de la Sonda, distribuida por Indonesia, Malasia y Brunéi.